# Cathédrale du Cœur-Immaculé-de-Marie de Datong
Cette  cathédrale n’est pas la seule cathédrale du Cœur-Immaculé-de-Marie.
La cathédrale du Cœur-Immaculé-de-Marie (chinois : 大同圣母圣心堂) est la cathédrale catholique du diocèse de Datong, du nord de la province du Shanxi, au Nord de la république populaire de Chine. Elle est consacrée au Cœur immaculé de Marie et se trouve dans la ville de Datong (prononcer Datongue).

## Histoire

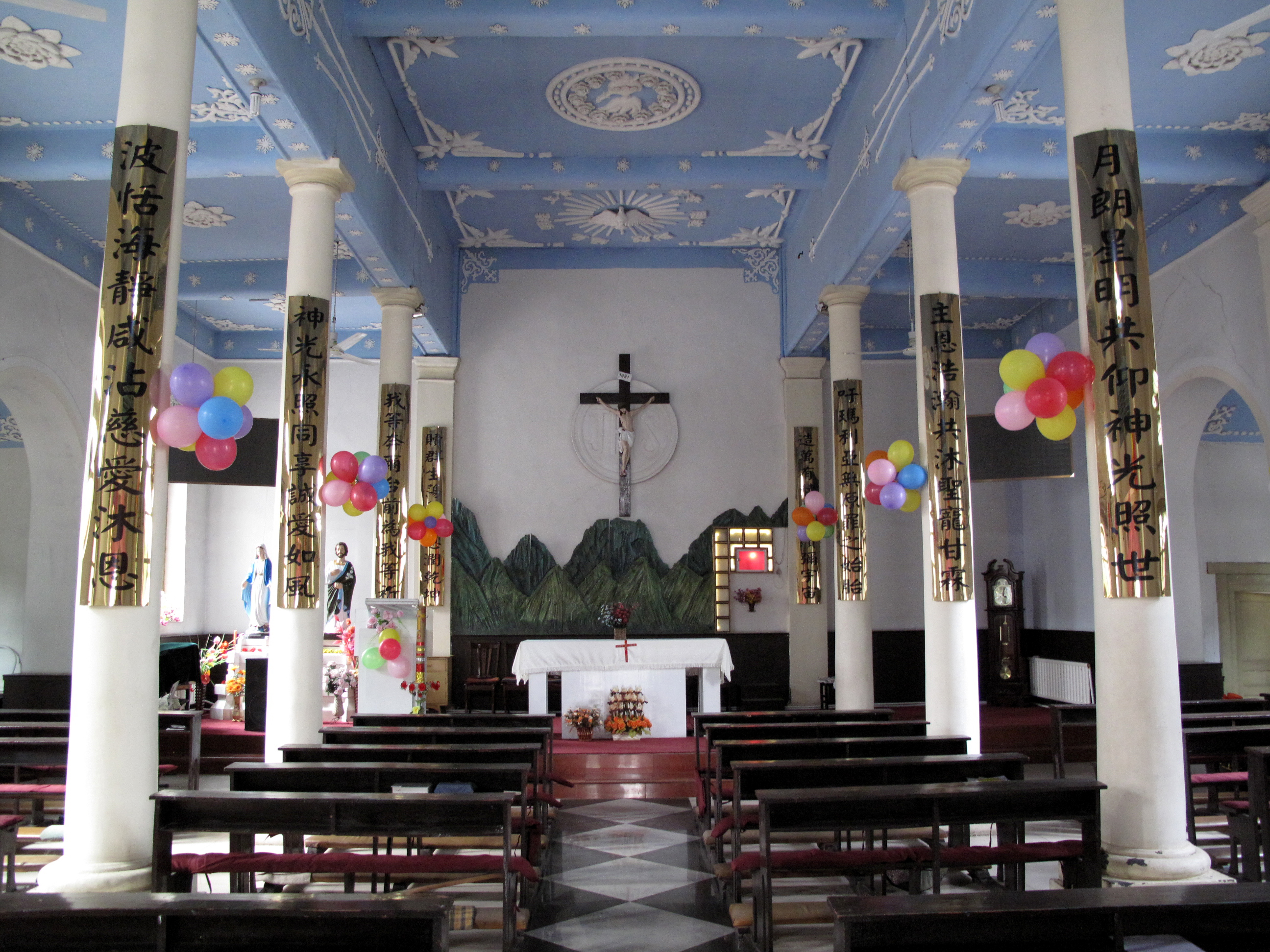
Intérieur de la cathédrale.

La construction d'une première église s'effectue de 1889 à 1891 selon les plans des missionnaires franciscains italiens qui évangélisaient les peuples autochtones de cette région montagneuse du Chan-Si (ancienne orthographe du Shanxi). Cette première église est incendiée pendant la révolte des Boxers qui fait de nombreuses victimes parmi les populations chrétiennes de la région. Une seconde église est construite en 1906 de style néoclassique.
En 1922, le Saint-Siège érige la préfecture apostolique de Datong qu'il confie aux missionnaires belges scheutistes (congrégation du Cœur Immaculé de Marie). La préfecture devient diocèse en 1946 et cette église consacrée au Cœur Immaculée de Marie en est la cathédrale. L'église est sérieusement vandalisée à l'époque de la révolution culturelle, tandis que les chrétiens sont pourchassés. Les deux clochers sont abattus. L'église sert alors d'atelier de production.
La petite cathédrale est rendue à la communauté catholique en 1982, communauté encadrée par l'association patriotique non reconnue par Rome. La cathédrale est restaurée en 2006 et retrouve ses deux tours de 17 mètres de hauteur avec ses statues sur la façade. On remarque une grotte de Lourdes sur le parvis de la cathédrale.